# Veronica debilis
Veronica debilis är en grobladsväxtart som beskrevs av Josef Franz Freyn. Veronica debilis ingår i släktet veronikor, och familjen grobladsväxter. Inga underarter finns listade i Catalogue of Life.